# سراپترونا
سراپترونا (به ایتالیایی: Serrapetrona) یک کومونه در ایتالیا است که در استان ماچه‌راتا واقع شده‌است.

## خصوصیات
سراپترونا ۳۷٫۶ کیلومترمربع مساحت و ۱٬۰۱۲ نفر جمعیت دارد و ۴۷۴ متر بالاتر از سطح دریا واقع شده‌است.